# Saison 2 de Mike Tyson Mysteries
Chronologie
Saison 1 Saison 3
Cet article présente les épisodes de la deuxième saison de la série télévisée d'animation Mike Tyson Mysteries.
Elle est diffusée depuis le 3 avril 2020 sur Adult Swim.

## Épisode 1:C'est quoi, ce bruit?
- France : 3 avril 2020 sur Adult Swim

## Épisode 2:Pour nos troupes
- France : 3 avril 2020 sur Adult Swim

## Épisode 3:Nymphomaniaque
- France : 3 avril 2020 sur Adult Swim

## Épisode 4:Hier soir, chez Charlie Rose
- France : 3 avril 2020 sur Adult Swim

## Épisode 5:Le vieil homme de la montagne
- France : 3 avril 2020 sur Adult Swim

## Épisode 6:Jason B. est un gros naze
- France : 3 avril 2020 sur Adult Swim

## Épisode 7:Un gémissement plaintif
- France : 3 avril 2020 sur Adult Swim

## Épisode 8:La Tente du Diable
- France : 3 avril 2020 sur Adult Swim

## Épisode 9:Préavis de grec
- France : 3 avril 2020 sur Adult Swim

## Épisode 10:Ogopogo!
- France : 3 avril 2020 sur Adult Swim

## Épisode 11:La vie n'est qu'un rêve
- France : 3 avril 2020 sur Adult Swim

## Épisode 12:Problèmes non résolus
- France : 3 avril 2020 sur Adult Swim

## Épisode 13:Le poids d'une mère
- France : 3 avril 2020 sur Adult Swim

## Épisode 14:Le Bleu d'Yves Klein
- France : 3 avril 2020 sur Adult Swim

## Épisode 15:Mariage contre nature
- France : 3 avril 2020 sur Adult Swim

## Épisode 16:Entretien d'embauche pour mystère
- France : 3 avril 2020 sur Adult Swim

## Épisode 17:La malédiction du barde
- France : 3 avril 2020 sur Adult Swim

## Épisode 18:Sauve-moi!
- France : 3 avril 2020 sur Adult Swim

## Épisode 19:La fille du fermier Partie 1
- France : 3 avril 2020 sur Adult Swim

## Épisode 20:La fille du fermier Partie 2
- France : 3 avril 2020 sur Adult Swim